# Гара-Банка
Гара-Банка (рум. Gara Banca) — село у повіті Васлуй в Румунії. Адміністративний центр комуни Банка.
Село розташоване на відстані 249 км на північний схід від Бухареста, 33 км на південь від Васлуя, 92 км на південь від Ясс, 103 км на північ від Галаца.

## Населення
За даними перепису населення 2002 року у селі проживали 1043 особи, з них 1041 особа (99,8%) румунів. Усі жителі села рідною мовою назвали румунську.